# Лоховка (Крым)
Ло́ховка (до 1948 года Менгерме́н Неме́цкий; укр. Лохівка, крымскотат. Mañ Kermen, Манъ Кермен) — село в Советском районе Республики Крым, входит в состав Красногвардейского сельского поселения (согласно административно-территориальному делению Украины — Красногвардейского сельского совета Автономной Республики Крым).

## Население
| 2001 | 2014 |
| ---- | ---- |
| 469  | ↘419 |

Всеукраинская перепись 2001 года показала следующее распределение по носителям языка
| Язык             | Процент |
| ---------------- | ------- |
| русский          | 39.87   |
| крымскотатарский | 29.21   |
| украинский       | 20.04   |
| белорусский      | 1.49    |
| другие           | 0.21    |

### Динамика численности
| - 1889 год — 66 чел. - 1892 год — 47 чел. - 1900 год — 86 чел. - 1904 год — 38 чел. - 1911 год — 52 чел. - 1915 год — 70/29 чел. | - 1926 год — 125 чел. - 1939 год — 177 чел. - 1989 год — 365 чел. - 2001 год — 469 чел. - 2009 год — 453 чел. - 2014 год — 419 чел. |

## Современное состояние
На 2017 год в Лоховке числится 9 улиц; на 2009 год, по данным сельсовета, село занимало площадь 94,2 гектара на которой, в 148 дворах, проживало 453 человека. В селе действуют сельский клуб, библиотека-филиал № 22, фельдшерско-акушерский пункт. Лоховка связана автобусным сообщением с райцентром и соседними населёнными пунктами.

## География
Лоховка — село в южной части района, в безымянной балке степного Крыма, высота центра селения над уровнем моря — 60 м. Ближайшие сёла — Лучевое в 3,5 км на запад, Хлебное в 4,5 км на север и Красногвардейское в 6 км на юго-восток. Райцентр Советский — примерно в 21 километре (по шоссе) севернее, там же ближайшая железнодорожная станция — Краснофлотская (на линии Джанкой — Феодосия). Транспортное сообщение осуществляется по региональной автодороге 35Н-562 Лоховка — Красногвардейское (по украинской классификации — С-0-11404).

## История
Согласно энциклопедическому словарю Немцы России, Менгермен немецкий (или Дейч-Менгермен) был основан в Цюрихтальской волости Феодосийского уезда крымскими немцами лютеранами в 1874 году на 1700 десятинах земли. В 1880 году в Менгермене была открыта начальная немецкая школа (со сроком обучения 7 лет). Преподавались Закон Божий, немецкий и русский языки, арифметика, география, чистописание, черчение, пение. В 1891 году в школе обучалось 7 мальчиков и 7 девочек. По «Памятной книге Таврической губернии 1889 года», по результатам Х ревизии 1887 года, в деревне числилось 13 дворов и 66 жителей. По «…Памятной книжке Таврической губернии на 1892 год» в Менгермене немецком, входившем в Цюрихтальское сельское общество, числилось 47 жителей в 6 домохозяйствах. На верстовой карте 1896 года в деревне Менгермен немецкий обозначено 23 двора с немецким населением. По «…Памятной книжке Таврической губернии на 1900 год» в деревне Менгермен немецкий числилось 86 жителей в 13 дворах, в 1904 году — 38 жителей, в 1911 — 52. По Статистическому справочнику Таврической губернии. Ч.II-я. Статистический очерк, выпуск пятый Феодосийский уезд, 1915 год, в селе Менгермен немецкий Цюрихтальской волости Феодосийского уезда числился 21 двор (16 дворов с землёй, 5 — безземельные) с немецким населением в количестве 70 человек приписных жителей и 29 «посторонних», из которых 68 мужчин и 62 женщины. Жители владели 1527 десятинами удобной земли. В хозяйствах имелось 190 лошадей, 100 волов, 62 коровы и 371 голова овец, свиней, или коз
. Согласно списку 1915 года «…русских подданных из австрийских, венгерских или германских выходцев» землевладельцев, опубликованном в газете «Таврические губернские ведомости» в апреле 1915 года, при деревне Менгермен значится Горлебаус Иоганес Иоганесович, имевший 17 десятин земли.
После установления в Крыму Советской власти, по постановлению Крымревкома № 206 «Об изменении административных границ» от 8 января 1921 года была упразднена волостная система и село вошло в состав Ичкинского района Феодосийского уезда, а в 1922 году уезды получили название округов. 11 октября 1923 года, согласно постановлению ВЦИК, в административное деление Крымской АССР были внесены изменения, в результате которых округа были отменены, Ичкинский район упразднили, включив в состав Феодосийского в состав которого включили и село. Согласно Списку населённых пунктов Крымской АССР по Всесоюзной переписи 17 декабря 1926 года, в селе Менгермен (немецкий), Эссен-Экинского сельсовета Феодосийского района, числилось 30 дворов, из них 26 крестьянский, население составляло 125 человек, из них 103 немца, 11 украинцев, 9 болгар, 1 белорус, 1 русский, действовала немецкая школа I ступени (пятилетка). Постановлением ВЦИК «О реорганизации сети районов Крымской АССР» от 30 октября 1930 года Феодосийский район был упразднён и был создан Сейтлерский район (по другим сведениям 15 сентября 1931 года), в который включили село, а с образованием в 1935 году Ичкинского — в состав нового района. По данным всесоюзной переписи населения 1939 года в селе проживало 177 человек. Вскоре после начала Великой Отечественной войны, 18 августа 1941 года крымские немцы были выселены, сначала в Ставропольский край, а затем в Сибирь и северный Казахстан.

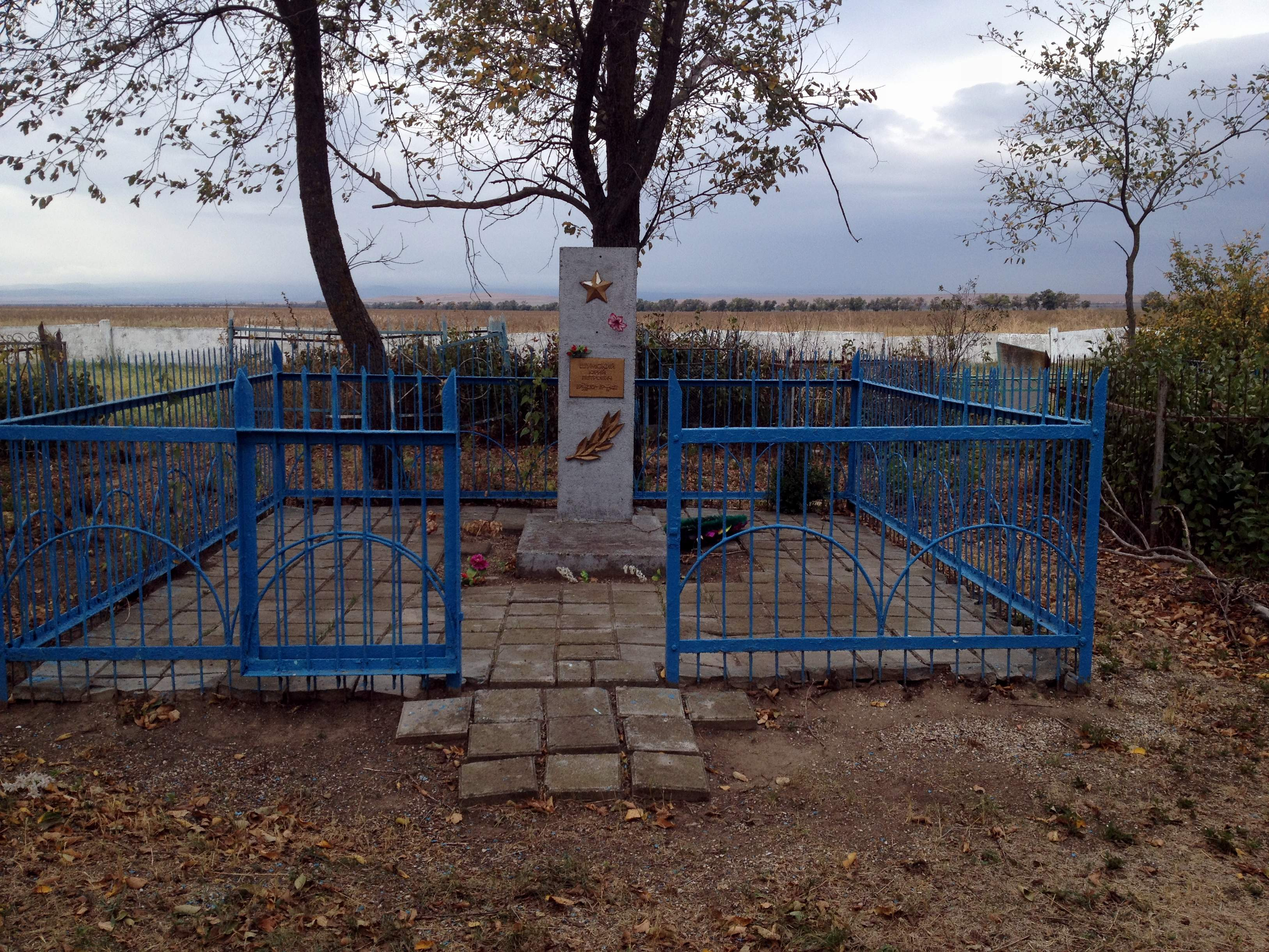
Могила лётчика Ю. П. Шумского.

Во время Великой Отечественной войны, 6 февраля 1942 года, командир звена 45 истребительного полка ВВС Крымского фронта, младший лейтенант Юда Пейсахович Шумский, совершил вынужденную посадку на поле вблизи Менгермена. Когда подошли гитлеровцы, лётчик поджёг самолёт и отстреливался из пистолета, а затем застрелился сам. Местные жители похоронили Шумского на сельском кладбище. В 1944 году на его могиле был сооружён памятник: каменный оштукатуренный обелиск, высотой 22 м с маленькой моделью самолёта на вершине. Над мемориальной доской была вмурована овальная фотография. В 1985 году памятник заменён на современный. По какой причине имя на памятнике превратилось в Юрий Петрович неизвестно. Постановлением Совета министров Республики Крым № 627 от 20 декабря 2016 года отнесённый к категории объектов культурно-исторического наследия России регионального значения.
После освобождения Крыма от фашистов, 12 августа 1944 года было принято постановление № ГОКО-6372с «О переселении колхозников в районы Крыма» и в сентябре 1944 года в район приехали первые новоселы (180 семей) из Тамбовской области, а в начале 1950-х годов последовала вторая волна переселенцев из различных областей Украины. С 25 июня 1946 года Менгермен немецкий в составе Крымской области РСФСР. Указом Президиума Верховного Совета РСФСР от 18 мая 1948 года, Менгермен немецкий переименовали в Лоховку. 26 апреля 1954 года Крымская область была передана из состава РСФСР в состав УССР. Время включения в Чапаевский сельсовет пока не установлено: на 15 июня 1960 года село уже числилось в его составе. В январе 1961 года, на базе совхоза «Феодосийский» (центральная усадьба находилась в селе Чапаевка), был образован совхоз «Красногвардейский», в 1965 году преобразованный в птицефабрику, в который вошла Лоховка. Указом Президиума Верховного Совета УССР «Об укрупнении сельских районов Крымской области», от 30 декабря 1962 года Советский район был упразднён и село присоединили к Нижнегорскому. Решением Крымского облисполкома № 598 от 17 ноября 1964 года был образован Красногвардейский сельсовет, в который включили село. 8 декабря 1966 года Советский район был восстановлен и село вновь включили в его состав. По данным переписи 1989 года в селе проживало 365 человек. С 12 февраля 1991 года село в восстановленной Крымской АССР, 26 февраля 1992 года переименованной в Автономную Республику Крым. С 21 марта 2014 года в составе Крыма аннексирована Россией.